# Olympische Sommerspiele 1984/Teilnehmer (Niederlande)
| Gelbes Symbol für Goldmedaillen mit stilisierten Olympischen Ringen | Graues Symbol für Silbermedaillen mit stilisierten Olympischen Ringen | Braundes Symbol für Bronzemedaillen mit stilisierten Olympischen Ringen |
| ------------------------------------------------------------------- | --------------------------------------------------------------------- | ----------------------------------------------------------------------- |
| 5                                                                   | 2                                                                     | 6                                                                       |

Die Niederlande nahmen an den Olympischen Sommerspielen 1984 in Los Angeles teil. Insgesamt beteiligten sich 136 Athleten, davon 82 Männer und 54 Frauen, an 74 Wettbewerben in 15 Sportarten. Jüngste Teilnehmerin war die Schwimmerin Brigitte van der Lans, sie war 16 Jahre alt. Ältester Athlet war der 50-jährige Reiter Jo Rutten. Bei der Eröffnungsfeier trug der Wasserballspieler Ton Buunk die niederländische Fahne.

## Medaillengewinner

### Gold
| Name(n) | Sportart       | Wettkampf                |
| --- | -------------- | ------------------------ |
| Carina Benninga, Det de Beus, Fieke Boekhorst, Marieke van Doorn, Marjolein Eijsvogel, Irene Hendriks, Elsemiek Hillen, Sandra Le Poole, Aletta van Manen, Anneloes Nieuwenhuizen, Martine Ohr, Alette Pos, Lisette Sevens, Sophie von Weiler, Laurien Willemse & Margriet Zegers | Hockey         | Frauenturnier            |
| Ria Stalman | Leichtathletik | Frauen, Diskuswurf       |
| Jolanda de Rover | Schwimmen      | Frauen, 200 Meter Rücken |
| Petra van Staveren | Schwimmen      | Frauen, 100 Meter Brust  |
| Stephan van den Berg | Segeln         | Männer, Windsurfen       |

### Silber
| Name(n)                                                             | Sportart  | Wettkampf                              |
| ------------------------------------------------------------------- | --------- | -------------------------------------- |
| Greet Hellemans & Nicolette Hellemans                               | Rudern    | Frauen, Doppelzweier                   |
| Conny van Bentum, Desi Reijers, Annemarie Verstappen & Elles Voskes | Schwimmen | Frauen, 4 × 100 Meter Freistil-Staffel |

### Bronze
| Name(n) | Sportart  | Wettkampf                                       |
| --- | --------- | ----------------------------------------------- |
| Arnold Vanderlyde | Boxen     | Männer, Schwergewicht                           |
| Annemiek Derckx | Kanu      | Frauen, Einer-Kajak, 500 Meter                  |
| Lynda Cornet, Marieke van Drogenbroek, Harriet van Ettekoven, Greet Hellemans, Nicolette Hellemans, Martha Laurijsen, Catharina Neelissen, Anne Marie Quist & Wiljon Vaandrager | Rudern    | Frauen, Achter                                  |
| Annemarie Verstappen | Schwimmen | Frauen, 100 Meter Freistil & 200 Meter Freistil |
| Jolanda de Rover | Schwimmen | Frauen, 100 Meter Rücken                        |

## Teilnehmer nach Sportarten

### Bogenschießen
- Tiny Reniers
Männer, Einzel: 13. Platz

- Carry van Gool-Floris
Frauen, Einzel: 23. Platz

### Boxen
- Pedro van Raamsdonk
Mittelgewicht: Viertelfinale

- Arnold Vanderlyde
Schwergewicht: Bronze

### Hockey
- Männer: 6. Platz
Ewout van Asbeck
Peter van Asbeck
Lex Bos
Roderik Bouwman
Cees Jan Diepeveen
Theo Doyer
Maarten van Grimbergen
Arno den Hartog
Tom van ’t Hek
Pierre Hermans
René Klaassen
Hans Kruize
Hidde Kruize
Ties Kruize
Eric Pierik
Ron Steens

- Frauen: Gold 
Carina Benninga
Det de Beus
Fieke Boekhorst
Marjolein Bolhuis-Eijsvogel
Marieke van Doorn
Irene Hendriks
Elsemiek Hillen
Sandra Le Poole
Aletta van Manen
Anneloes Nieuwenhuizen
Martine Ohr
Alette Pos
Lisette Sevens
Sophie von Weiler
Laurien Willemse
Margriet Zegers

### Judo
- Rob Henneveld
Männer, Halbmittelgewicht: 7. Platz

- Ben Spijkers
Männer, Mittelgewicht: 10. Platz

- Willy Wilhelm
Männer, Schwergewicht: 11. Platz

### Kanu
- Annemiek Derckx
Frauen, Kayak-Einer, 500 Meter: Bronze

- Gert Jan Lebbink & Ron Stevens
Männer, Kayak-Zweier, 500 Meter: Halbfinale
Männer, Kayak-Zweier, 1000 Meter: Halbfinale

### Leichtathletik
- Carla Beurskens
Frauen, Marathon: 22. Platz

- Erik de Bruin
Männer, Kugelstoßen: 8. Platz
Männer, Diskuswurf: 9. Platz

- Olga Commandeur
Frauen, 400 Meter Hürden: Halbfinale

- Tineke Hidding
Frauen, Siebenkampf: 7. Platz

- Elly van Hulst
Frauen, 800 Meter: Halbfinale
Frauen, 1500 Meter: 12. Platz

- Stijn Jaspers
Männer, 5000 Meter: Vorläufe

- Hans Koeleman
Männer, 3000 Meter Hindernis: Halbfinale

- Cor Lambregts
Männer, Marathon: DNF

- Gerard Nijboer
Männer, Marathon: DNF

- Ria Stalman
Frauen, Diskuswurf: Gold

- Els Vader
Frauen, 100 Meter: Viertelfinale
Frauen, 200 Meter: Halbfinale

- Cor Vriend
Männer, Marathon: 39. Platz

- Marjon Wijnsma
Frauen, Siebenkampf: 11. Platz

### Radsport
- Hans Daams
Männer, Straßenrennen: DNF

- Derk van Egmond
Männer, Punktefahren: 8. Platz

- Leontien van der Lienden
Frauen, Straßenrennen: 28. Platz

- Jelle Nijdam
Männer, 4000 Meter Einerverfolgung: 6. Platz

- Twan Poels
Männer, Straßenrennen: DNF

- Jean-Paul van Poppel
Männer, Straßenrennen: 44. Platz

- Thea van Rijnsoever
Frauen, Straßenrennen: 39. Platz

- Hennie Top
Frauen, Straßenrennen: 37. Platz

- Nico Verhoeven
Männer, Straßenrennen: DNF

- Jos Alberts, Erik Breukink, Maarten Ducrot & Gert Jakobs
Männer, 100 Kilometer Mannschaftszeitfahren: 4. Platz

- Ralf Elshof, Marco van der Hulst, Rik Moorman & Jelle Nijdam
Männer, 4000 Meter Mannschaftsverfolgung: 10. Platz

### Reiten
- Tineke Bartels
Dressur, Einzel: 13. Platz
Dressur, Mannschaft: 4. Platz

- Jo Rutten
Dressur, Einzel: 28. Platz
Dressur, Mannschaft: 4. Platz

- Annemarie Sanders-Keijzer
Dressur, Einzel: 8. Platz
Dressur, Mannschaft: 4. Platz

### Rudern
- Herman van den Eerenbeemt
Männer, Einer: Viertelfinale

- Joost Adema & Sjoerd Hoekstra
Männer, Zweier ohne Steuermann: 7. Platz

- Mark Emke, Frans Göbel, Steven van Groningen & Nico Rienks
Männer, Doppelvierer: 9. Platz

- Jos Compaan
Frauen, Einer: 8. Platz

- Greet Hellemans & Nicolette Hellemans
Frauen, Doppelzweier: Silber

- Lynda Cornet & Harriet van Ettekoven
Frauen, Zweier ohne Steuerfrau: 4. Platz

- Marieke van Drogenbroek, Martha Laurijsen, Catharina Neelissen, Anne Marie Quist & Wiljon Vaandrager
Frauen, Vierer mit Steuerfrau: 5. Platz

- Lynda Cornet, Marieke van Drogenbroek, Harriet van Ettekoven, Greet Hellemans, Nicolette Hellemans, Martha Laurijsen, Catharina Neelissen, Anne Marie Quist & Wiljon Vaandrager
Frauen, Achter: Bronze

### Schießen
- Jack Achilles
Männer, Kleinkaliber, Dreistellungskampf, 50 Meter: 37. Platz
Männer, Kleinkaliber, liegend, 50 Meter: 30. Platz

- Herbert Memelink
Männer, Luftgewehr, 10 Meter: 33. Platz

- John Pierik
Skeet: 4. Platz

- Eric Swinkels
Skeet: 10. Platz

### Schwimmen
- Conny van Bentum
Frauen, 100 Meter Freistil: 4. Platz
Frauen, 200 Meter Freistil: 5. Platz
Frauen, 4 × 100 Meter Freistil: Silber 
Frauen, 100 Meter Schmetterling: 7. Platz
Frauen, 200 Meter Schmetterling. 8. Platz

- Frank Drost
Männer, 200 Meter Freistil: 6. Platz
Männer, 4 × 100 Meter Freistil: 11. Platz
Männer, 4 × 200 Meter Freistil: 7. Platz
Männer, 200 Meter Schmetterling: 10. Platz

- Peter Drost
Männer, 4 × 100 Meter Freistil: 11. Platz
Männer, 4 × 200 Meter Freistil: 7. Platz

- Petra Hillenius
Frauen, 100 Meter Brust: 19. Platz
Frauen, 200 Meter Brust: 18. Platz

- Gérard de Kort
Männer, 100 Meter Schmetterling: 25. Platz
Männer, 200 Meter Schmetterling: 13. Platz

- Hans Kroes
Männer, 100 Meter Freistil: 13. Platz
Männer, 200 Meter Freistil: 11. Platz
Männer, 4 × 100 Meter Freistil: 11. Platz
Männer, 4 × 200 Meter Freistil: 7. Platz
Männer, 100 Meter Rücken: 8. Platz

- Brigitte van der Lans
Frauen, 100 Meter Rücken: 12. Platz
Frauen, 200 Meter Rücken: 17. Platz

- Jolande van der Meer
Frauen, 400 Meter Freistil: 6. Platz
Frauen, 800 Meter Freistil: 6. Platz

- Desi Reijers
Frauen, 4 × 100 Meter Freistil: Silber 
Frauen, 4 × 100 Meter Lagen: disqualifiziert in den Vorläufen

- Jolanda de Rover
Frauen, 100 Meter Rücken: Bronze 
Frauen, 200 Meter Rücken: Gold 
Frauen, 4 × 100 Meter Lagen: disqualifiziert in den Vorläufen

- Edsard Schlingemann
Männer, 100 Meter Freistil: 15. Platz
Männer, 4 × 100 Meter Freistil: 11. Platz
Männer, 4 × 200 Meter Freistil: 7. Platz
Männer, 200 Meter Lagen: 18. Platz

- Petra van Staveren
Frauen, 100 Meter Brust: Gold 
Frauen, 200 Meter Brust: 10. Platz
Frauen, 4 × 100 Meter Lagen: disqualifiziert in den Vorläufen

- Annemarie Verstappen
Frauen, 100 Meter Freistil: Bronze 
Frauen, 200 Meter Freistil: Bronze 
Frauen, 4 × 100 Meter Freistil: Silber 
Frauen, 100 Meter Schmetterling: 4. Platz
Frauen, 4 × 100 Meter Lagen: disqualifiziert in den Vorläufen

- Wilma van Velsen
Frauen, 4 × 100 Meter Freistil: Silber

- Cees Vervoorn
Männer, 100 Meter Schmetterling: 14. Platz

- Elles Voskes
Frauen, 4 × 100 Meter Freistil: Silber

### Segeln
- Stephan van den Berg
Männer, Windsurfen: Gold

- Mark Neeleman
Finn-Dinghy: 9. Platz

- Guido Alkemade & John Stavenuiter
470er: 9. Platz

- Boudewijn Binkhorst & Willem van Walt Meijer
Star: 8. Platz

- Willy van Bladel & Huub Lambriex
Tornado: 11. Platz

### Synchronschwimmen
- Catrien Eijken
Frauen, Einzel: Vorrunde
Frauen, Duett: 6. Platz

- Marijke Engelen
Frauen, Einzel: 4. Platz
Frauen, Duett: 6. Platz

- Marjolein Philipsen
Frauen, Einzel: Vorrunde

### Wasserball
- Männer: 6. Platz
Johan Aantjes
Stan van Belkum
Wouly de Bie
Ton Buunk
Ed van Es
Anton Heiden
Nico Landeweerd
Aad van Mil
Ruud Misdorp
Dick Nieuwenhuizen
Eric Noordegraaf
Roald van Noort
Remco Pielstroom

### Wasserspringen
- Daphne Jongejans
Frauen, Kunstspringen: 10. Platz